# Dawkinsia tambraparniei
Dawkinsia tambraparniei és una espècie de peix d'aigua dolça de la família dels ciprínids i de l'ordre dels cipriniformes. Poden assolir els 6,9 cm de longitud total. Es troba al riu Tambraparni (Índia).